# Benešovo státní reálné gymnázium
Benešovo státní reálné gymnázium (Státní československé reformní reálné gymnasium v Praze XIX) je zrušená střední škola v Praze, která sídlila v památkově chráněné budově na rohu ulic Evropská a Gymnasijní. Ta je od roku 1993 školní budovou pro Vyšší odbornou školu pedagogickou a sociální a Gymnázium se zaměřením na hudební a výtvarnou estetickou výchovu.

## Historie
Gymnázium bylo založeno jako státní reformní reálné se sídlem na Letné v Sládkově ulici. Do nově postavené budovy v Evropské třídě (původně Velvarská) se přestěhovalo roku 1937. Během 2. světové války bylo přemístěno do budovy gymnázia v Dušní ulici 7, protože školu na Evropské zabralo Německo pro konstrukční kanceláře Junkers-Werke. Po válce se gymnázium vrátilo zpět a do svého názvu přijalo jméno prezidenta Edvarda Beneše. Při školských reformách bylo k roku 1953 zrušeno.
V jeho budově byla poté otevřena jedenáctiletka, pak Střední všeobecně vzdělávací škola a Střední pedagogická škola přemístěná sem z Gymnázia nad Štolou.
Budova
Památkově chráněná funkcionalistická budova školy byla postavena v letech 1936-1938 podle plánů architekta Evžena Linharta.

## Názvy školy
- Benešovo státní reálné gymnasium, Praha XIX. - Dejvice
- v letech 1919-1937 Státní československé reformní reálné gymnasium v Praze XIX., Sládkova 164 (na Letné)
- od r. 1937 sídlo Velvarská 330, Praha XIX. (Evropská)
- během 2. sv. války Praha I., Dušní 7
- od roku 1945 zpátky ve Velvarské ulici Benešovo státní reálné gymnasium, Praha XIX., Velvarská 33/330[3]

## Učitelé a absolventi

### Studenti
- Jaroslav Mihule
- Igor Pleskot
- Milan Schulz

### Absolventi
- Ivan Sviták
- Zdeněk Stránský
- Luděk Frýbort
- Ivan Foustka
- Tereza Janišová